# IDN

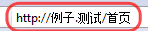
Příklad IDN v zjednodušené čínštině

IDN (zkratka anglického Internationalized Domain Names) jsou internetové domény, které – na rozdíl od původních pravidel pro tvorbu doménových jmen – mohou obsahovat i znaky národních abeced (tedy např. znaky s diakritikou, znaky jiných písem než latinky atd.).
V České republice byl proces zavádění registrace těchto domén pod .cz zastaven v roce 2005, CZ.NIC průběžně pořádá průzkumy, podle kterých o jeho zavedení uživatelé ani firmy příliš nestojí.

## Příklady
- www.háčkyčárky.cz
- www.даль.рф
- www.jürgen-böhm.de
- www.茶.co.jp